# Manus Kelly
Manus Kelly (Letterkenny, 9. veljače 1978. – Fanad, 23. lipnja 2019.) bio je irski reli vozač, biznismen te političar u stranci Fianna Fáil iz Glenswillyja. Tri je puta zaredom osvojio Donegal International Rally, 2016., 2017. te 2018. godine. Izabran je na lokalnim izborima 2019. da služi u vijeću okruga Donegal, ali je preminuo manje od mjesec dana kasnije, u dobi od 41 godine, dok se natjecao na međunarodnom reliju Donegal 2019.

## Pozadina i osobni život
Rodom iz Glenswillyja, Manus Kelly bio je sin Donala i Jacqueline Kelly; imao je četiri brata: Donala, Caolana, Teigharana i Leona, te četiri sestre: Breigeen, Keldu, Ciaru i Shannagh. Školovao se u Glenswilly National School te St Eunan's Collegeu. Sa suprugom Bernie imao je petero djece – tri sina: Manusa, Charlieja i Conana, te dvije kćeri: Annie i Bellu. 

## Karijera
Kao vozač Irish Tarmac Rally Championshipa, Kelly je tri puta uzastopno osvojio Donegal International Rally: 2016., 2017. i 2018. Također je trenirao irski nogomet te je vodio je svoj lokalni tim Glenswilly do pobjede u seniorskom C prvenstvu 2016.
Kad je bio zaposlen kao nosač u Sveučilišnoj bolnici Letterkenny, Kelly je vozio "autobus protiv raka" koji je vozio pacijente iz Donegala u Dublin na liječenje raka. Kasnije je postao poznati lokalni poduzetnik, poznat kao vlasnik kafića Uptown Café u Letterkennyju te osnivač i generalni direktor Tailored Facility Solutionsa, tvrtke sa sjedištem u Letterkennyju koja zapošljava 60 ljudi.  Također je bio poznat kao zagovornik sigurnosti na cestama u lokalnim školama i kao volonter s Donegal Downovim sindromom. 
Na izborima za vijeće okruga Donegal 2019. Kelly je bio kandidat Fianna Fáila u lokalnom izbornom području Letterkenny. Podržan od prethodnog vijećnika Fianne Fáile te kolege sportaša Jamesa Pata McDaida, dobio je 906 glasova te je izabran je u Vijeće okruga Donegal. Nakon Kellyjeve smrti, njegov otac, Donal Kelly stariji, izabran je u vijeće okruga Donegala da ga zamijeni Nakon što je Donal Kelly stariji otišao u mirovinu 2020., u vijeću ga je zamijenio Kellyjev brat, Donal "Mandy" Kelly Jr, koji je kasnije izabran na izborima za vijeće okruga Donegal 2024., nakon što je dobio 1841 glas.

## Smrt
Na međunarodnom reliju Donegal 2019. Kelly je vozio Hyundai i20 R5. U nedjelju, 23. lipnja, tijekom Super etape 15 na petlji Fanad Head, Kellyiov auto se srušio kroz živicu i udario u polje. Gardaí je kasnije potvrdio da je Kelly umro na licu mjesta. Suvozač Donall Barrett, koji je prebačen u Sveučilišnu bolnicu Letterkenny nakon što je zadobio slomljeno rame, kasnije je nazvao Kellyjevu smrt "apsolutnom nakazom", rekavši da je par sudjelovao u mnogo gorih nesreća bez ozbiljnih ozljeda. Preostale etape međunarodnog relija Donegal te godine bile su otkazane. Kelly je iza sebe ostavio suprugu, petero djece, roditelje i osmero braće i sestara. 